# Droga inalante
Inalantes são drogas consumidas através da inalação do produto entorpecente.
As drogas inalantes são inflamáveis, ou seja pegam fogo com facilidade, e são também voláteis, evaporam facilmente.
Abrangem uma inúmeras quantidades de produtos como Éter, Óxido nitroso, popularmente conhecido como gás do riso e usado entre o fim da década de 1800 e começo da década de 1900 como anestésico, Propano, Butano, Benzeno também conhecido como gás de cozinha, acetona,  cola de sapateiro, gasolina, óleo diesel, removedor de tintas, aguarrás, spray, aerossóis, special K (cetamina), verniz, esmalte de unhas, cola para acrílico B-25, Thinner, gás de buzina, fluído de isqueiro, cheirinho da loló, lança-perfume, Corretivo Líquido (branquinho) e até Canetas hidrográficas.